# Ловозерське сільське поселення
Лово́зерське сільське́ посе́лення (рос. Ловозерское сельское поселение) — адміністративне утворення у складі Терського району Мурманської області, Росія.

## Склад
До складу поселення входять такі населені пункти:
| Населений пункт | Населення, осіб (2010) |
| --------------- | ---------------------- |
| Каневка         | 67                     |
| Краснощельє     | 423                    |
| Ловозеро        | 2871                   |
| Сосновка        | 45                     |

| Мурманська область | Це незавершена стаття про Мурманську область. Ви можете допомогти проєкту, виправивши або дописавши її. |